# Roger Turesson
Roger Turesson, född den 3 mars 1956, är en svensk bildjournalist. Han har bevakat många historiska händelser under de senaste decennierna, däribland presidentval, Sovjetunionens fall och upplösning, samt flera krig och konflikter runt om i världen.

## Biografi
Roger Turesson var 17 år när han under ett påsklov klev in på Nya Lidköpings-Tidningens redaktion där en kusin var fotograf. Han hoppade av gymnasiet för att bli fotografvolontär.  Lokaltidningen blev hans skola, och efter ytterligare några år på Borås Tidning landade han 1983 på Bo Strömstedts Expressen. Bildjournalistiken värderades högt på kvällstidningen.
Under tiden som volontär på Nya Lidköpings-Tidningen, där han lärde sig grunderna inom bildjournalistiken, blev han som 18-åring anställd på Borås Tidning 1974. Efter fyra år gick han vidare till Expressens redaktion i Göteborg och därefter Stockholm. Under åren 1988–1991 var han tidningens utsände fotograf i USA. Under 1990-talet täckte han en rad världshändelser såsom Gulfkriget, Jugoslaviens sönderfall och konflikterna i Tjetjenien, Gaza, Kashmir, Irak, Darfur, Libanon och Syrien.
År 1999 lämnade han tidningen för att bli en av grundarna av bildagenturen Moment.
År 2008 rekryterades han som bildchef till Dagens Nyheter och sedan 2010 arbetar han som bildjournalist på tidningen. Han var tidigare anställd som både fotograf och bildchef på Expressen.
Ett utmärkande drag för Turessons bildjournalistik är att de vanliga människorna står i centrum. Han vill fånga de små ögonblicken, oavsett om det är i den svenska vardagen eller i världens mest slutna land. Det började under ett uppdrag i början av 1980–talet, då han följde kungen under en Eriksgata i Orsa. Han valde då att rikta kameran mot den vanliga människan istället för att följa efter kungaparets kortege på väg mot ännu ett fototillfälle. Det resulterade i bildserien ”Vilhelmina och Kungen” som både blev en bok och en utställning.
Den 7 februari 2025 slutade Roger Turesson som fotograf på Dagens Nyheter efter 18 år på tidningen.

## Priser och utmärkelser
Turesson har haft flera utställningar. Bland många utmärkelser och priser har han bland annat utsetts till “Årets Fotograf” i tävlingen Årets Bild, år 1991 och 2019, vunnit utmärkelsen "Årets bild" åren 1983, 1987, 1991 och 2019 samt “Årets nyhetsbild” 1999, 2003, 2012 och 2019. 2013 vann han tillsammans med Josefine Hökerberg Stora journalistpriset för reportageserien "Tiggarna i Stockholm" med motiveringen "För att de berättade vilka livsöden som kan dölja sig bakom en tiggande hand.". 2014 fick han Arbetets museum Dokumentärfotopris.